# Gomme naturelle

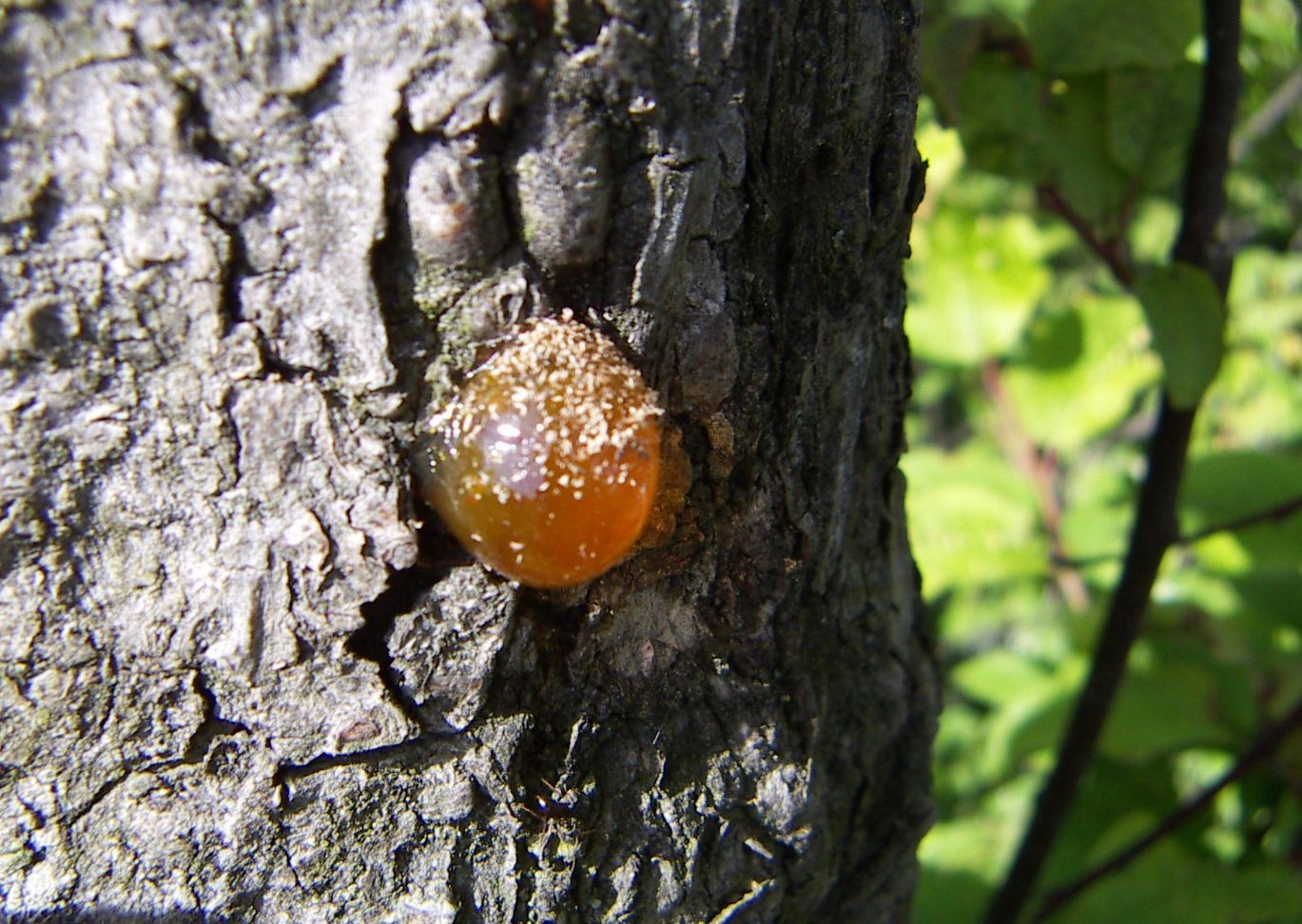
Gomme naturelle d'un prunier

La gomme naturelle est un exsudat végétal principalement constitué de polysaccharides. Elle est particulièrement collante et fabriquée à l’intérieur des tissus végétaux par des cellules spécialisées. Ce composé s'accumule peu à peu dans de petites poches qui protègent l'arbre des agressions.
Quand ces poches se déchirent, la gomme s'échappe, se répand à l'intérieur des tissus puis coule à l'extérieur par une petite fissure. Tant que l'ouverture persiste, les cellules sécrétrices restent actives et produisent de la gomme, qui s'écoule en continu.
La vocation essentielle de ce mécanisme est la protection des tissus: les insectes, les champignons et les micro-organismes en tous genres se retrouvent en effet instantanément englués à la moindre tentative d'intrusion dans l'arbre.
Lors d'une gommose, la gomme apparaît de façon importante pour jouer un rôle de cicatrisant.

## Utilisation
Les gommes naturelles sont utilisés dans l'industrie alimentaire comme agents épaississants, gélifiants, émulsifiants et stabilisants et dans d'autres industries dans les adhésifs, liants, agents d'encapsulation, stabilisateurs de mousse, etc.

## Exemples
Les gommes naturelles peuvent être classées selon leur origine. Elles peuvent également être classées comme polymères non chargés ou polymères ioniques (polyélectrolytes). Les exemples incluent (avec le code d'additif alimentaire numéro E) :
| Origine                           | Polyélectrolytes | Polymères non chargés |
| --------------------------------- | --- | --- |
| Algues                            | Agar-agar (E406) Acide alginique (E400) et alginate de sodium (E401) Carraghénane (E407)                                                                          | |
| Ressources botaniques non marines | Gomme arabique (E414) des arbres acacia Gomme ghatti des arbres Anogeissus Gomme adragante (E413) des arbustes Astragale Gomme karaya (E416) des arbres Sterculia | Gomme de guar (E412) de Cyamopsis tetragonoloba Gomme de caroube (E410) des graines de caroubier Bêta-glucane de l'orge commune ou de l'avoine cultivée Dammar des arbres Dipterocarpaceae Glucomannane (E425) du konjac Enveloppes de graines de psyllium du Plantago Gomme tara (E417) des graines de Tara spinosa |
| Fermentation bactériennes         | Gomme gellane (E418) | Gomme xanthane (E415) |